# Georg Preidler
Georg Preidler (Graz, Estiria, 17 de junio de 1990) es un ciclista austriaco.

## Dopaje
A inicios de marzo de 2019, el propio ciclista reconoció participar en una red de dopaje sanguíneo. Tras ello, el Groupama-FDJ, equipo al que pertenecía en eso momento, decidió despedir al ciclista. Posteriormente, en julio de 2020, fue condenado a 12 meses de cárcel condicional por estar involucrado en dicha red.

## Palmarés
2011
- Toscana-Terra di ciclismo-Coppa delle Nazioni
- Gran Premio Palio del Recioto

2015
- Campeonato de Austria Contrarreloj

2017
- Campeonato de Austria Contrarreloj

## Resultados en Grandes Vueltas y Campeonatos del Mundo
| Carrera              | Carrera              | 2010 | 2011 | 2012 | 2013 | 2014 | 2015 | 2016 | 2017 | 2018 |
| -------------------- | -------------------- | ---- | ---- | ---- | ---- | ---- | ---- | ---- | ---- | ---- |
|                      | Giro de Italia       | —    | —    | —    | —    | 27.º | —    | 26.º | 71.º | 29.º |
|                      | Tour de Francia      | —    | —    | —    | —    | —    | 87.º | 56.º | —    | —    |
|                      | Vuelta a España      | —    | —    | —    | 36.º | —    | —    | —    | —    | Ab.  |
| Mundial en Ruta      | Mundial en Ruta      | —    | —    | —    | Ab.  | 68.º | Ab.  | —    | —    | Ab.  |
| Mundial Contrarreloj | Mundial Contrarreloj | —    | —    | —    | —    | —    | —    | —    | —    | 36.º |

—: no participa

Ab.: abandono

## Equipos
- RC Arbö Gourmetfein Wels (2010)
- Tyrol Team (2011)
- Team Type 1-Sanofi (2012)
- Argos/Giant/Sunweb (2013-2017)
  - Team Argos-Shimano (2013)
  - Team Giant-Shimano (2014)
  - Team Giant-Alpecin (2015-2016)
  - Team Sunweb (2017)
- FDJ[4] (2018-2019)[5]
  - FDJ (2018)
  - Groupama-FDJ (2018-2019)